# Liste der Baudenkmäler in Grafenwöhr
Auf dieser Seite sind die Baudenkmäler in der Oberpfälzer Stadt Grafenwöhr zusammengestellt. Diese Tabelle ist eine Teilliste der Liste der Baudenkmäler in Bayern. Grundlage ist die Bayerische Denkmalliste, die auf Basis des Bayerischen Denkmalschutzgesetzes vom 1. Oktober 1973 erstmals erstellt wurde und seither durch das Bayerische Landesamt für Denkmalpflege geführt wird. Die folgenden Angaben ersetzen nicht die rechtsverbindliche Auskunft der Denkmalschutzbehörde.

## Ensembles

### Ensemble Marienplatz/Marktplatz Grafenwöhr

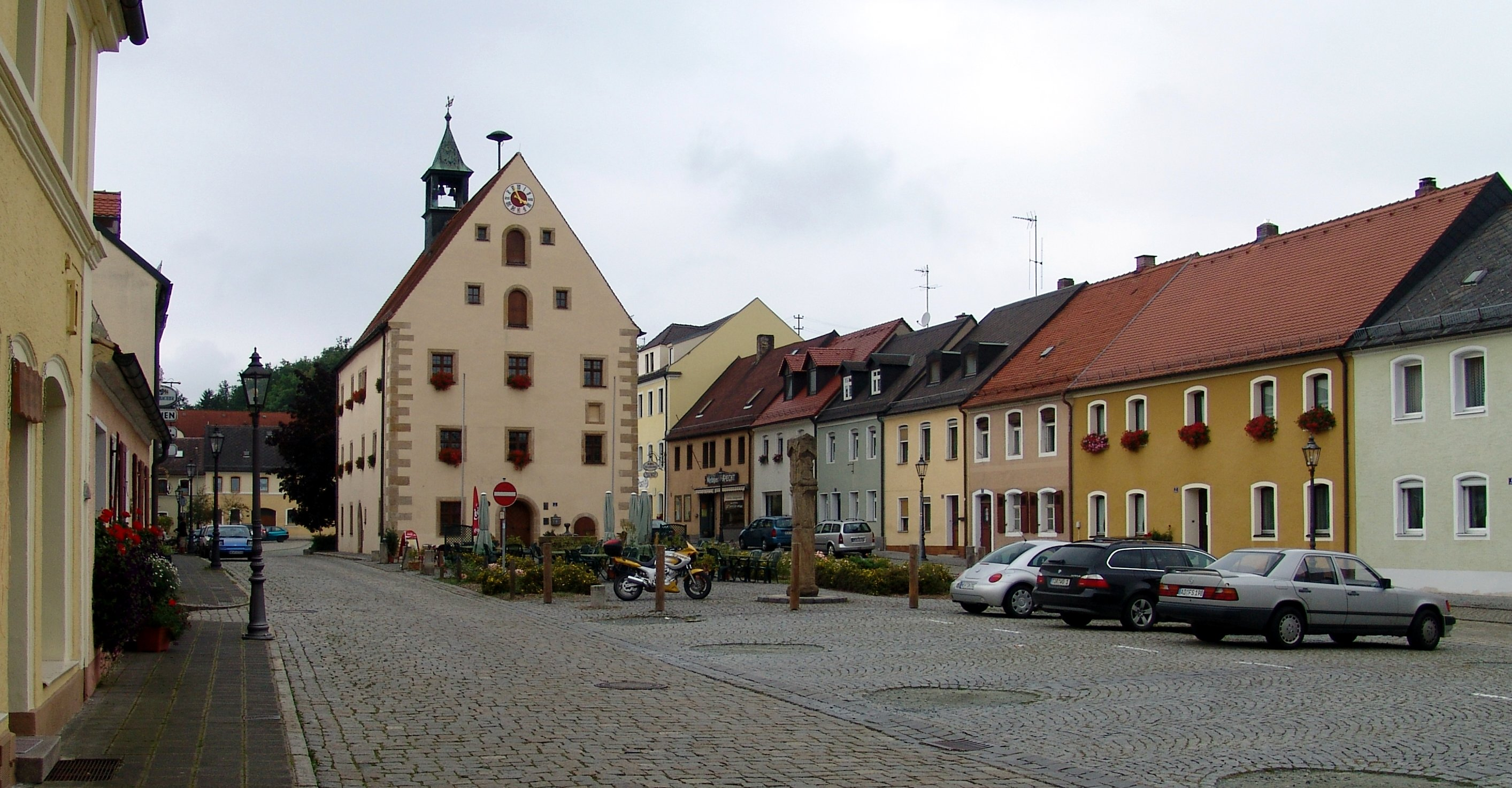
Marktplatz Grafenwöhr

Der aus einem Längsrechteck gebildete Stadtplatz ist vorwiegend mit zweigeschossigen Traufseithäusern bebaut, die meist aus der Zeit nach dem Stadtbrand von 1870 stammen. Es handelt sich um bescheidene Gebäude mit Ecklisenen, profilierten Fensterrahmungen sowie Trauf- und Sohlbankgesimsen als Schmuckformen. Die Dominante bildet das freistehende Rathaus in der Mitte des Platzes, ein dreigeschossiger Giebelbau des 15. Jahrhunderts. Die südöstliche Ecke des Marktes öffnet sich zur Pfarrkirche mit ihrer Giebelfassade und dem überragenden Turm. Der östliche Teil des Platzes ist von einer doppelten Baumreihe gesäumt. Aktennummer: E-3-74-124-1.

## Stadtbefestigung
| Lage       | Objekt                     | Beschreibung | Akten-Nr.             | Bild |
| ---------- | -------------------------- | --- | --------------------- | ---- |
| (Standort) | Ehemalige Stadtbefestigung | Die Ummauerung richtete sich nach den natürlichen Schutzmöglichkeiten am Fuß östlich des Burgberges, heute Kalvarien- oder Annaberg, und nach dem Mündungswinkel zweier Flussläufe, der Creußen und des Thumbaches im Osten. Demgemäß ist die ummauerte Grundfläche im Osten schmal und erweitert sich nach Westen zu größerer Breite. Für diese Grundform sind der Mauerverlauf und das Befestigungsvorfeld (ehemaliger Graben) im Norden, Osten und Südosten ein noch deutlich ablesbares Dokument, Sandsteinquader- und Bruchsteinmauerwerk, ab zweite Hälfte 14. Jahrhundert; größere zusammenhängende Mauerabschnitte befinden sich im Nordwesten bei Pressather Straße 6 bis 10 sowie Alte Pfarrgasse 6 bis An der Stadtmauer 3, im Norden zwischen Marktplatz 2 und An der Stadtmauer 7, im Nordosten zwischen Türlgasse 3 und Marktplatz 16, im Osten hinter Marktplatz 17, im Südosten bei Wolf-Dietrich-Mayr-Straße 14 bis 16 sowie im Südwesten zwischen Martin-Posser-Straße 14 a und 18. | D-3-74-124-1 Wikidata | BW   |

## Baudenkmäler nach Ortsteilen

### Grafenwöhr
| Lage                                                        | Objekt                                                            | Beschreibung | Akten-Nr.              | Bild           |
| ----------------------------------------------------------- | ----------------------------------------------------------------- | --- | ---------------------- | -------------- |
| Alte Pfarrgasse 6 (Standort)                                | Ehemaliger Pfarrhof                                               | Zweigeschossiger Walmdachbau, im Kern mittelalterlich, Walmdachbau, ehemals bezeichnet 1559 | D-3-74-124-3 Wikidata  | BW             |
| Am Annaberg 4 (Standort)                                    | Katholische Maria-Hilf-Kirche, sogenannte Annabergkirche          | Saalkirche mit Satteldach und eingezogenem, rundbogig geschlossenem Chor, Flankenturm mit Spitzhelm, 1849, Chor 18. Jahrhundert, Turmerhöhung neuromanisch 1899; mit Ausstattung; Treppenaufgänge und Einfriedungsmauer östlich der Kirche, Bruch- und Werkstein, wohl zweite Hälfte 19. Jahrhundert | D-3-74-124-4 Wikidata  | weitere Bilder |
| Am Annaberg 4 (Standort)                                    | Heilig-Grab-Gruft                                                 | Stahlbetonbau über rechteckigem Grundriss, Stirnseite mit bossierten Quadern verblendet, wohl drittes Viertel 20. Jahrhundert; mit Ausstattung | D-3-74-124-5 Wikidata  | BW             |
| Bierlohstraße (Standort)                                    | Wegkreuz                                                          | Kleines Gusseisenkruzifix, Ende 19. Jahrhundert; auf erneuertem Granitsockel | D-3-74-124-9 Wikidata  | BW             |
| Calvarienberg (Standort)                                    | Lourdes-Grotte                                                    | Würfelförmiger Bau mit bossierten Quadern und neuromanischem Rundbogenportal, bezeichnet „1894“; mit Ausstattung | D-3-74-124-7 Wikidata  | BW             |
| Felsmühlstraße (Standort)                                   | Bildstock                                                         | Sandsteinschaft, Laterne mit halbrunder Bildnische, wohl 1. Viertel 20. Jahrhundert | D-3-74-124-60          | BW             |
| Hinterm Calvarienberg 2 (Standort)                          | Felsenkeller am Calvarienberg                                     | 19 in den anstehenden Felsen gehauene Keller, gemauerte Kellerhälse mit Holztoren, 16. bis 18./19. Jahrhundert | D-3-74-124-58          | BW             |
| Lager Grafenwöhr (Standort)                                 | Wasserturm Ehemaliges Forsthaus, heute Kommandeurswohnhaus        | In Formen eines fränkischen Weiherschlösschens, mehrgeschossiger Eisenbetonbau mit Turmaufsatz in Fachwerkbauweise und Treppenturm, von Feder, 1909–11; mit Ausstattung Ehemaliges Forsthaus, in Formen eines oberbayerischen Bauernhauses, verputzter Backsteinbau mit Satteldach, Eckerker, Giebelschrot und rückwärtiger Holzverschalung, von Feder, 1909–10; beide zugehörig zum Lager des Truppenübungsplatzes Grafenwöhr für das III. Königlich Bayerische Armeekorps und das 3. Königlich Bayerische Feldartillerie-Regiment Prinz Leopold, Planung und Bauleitung von Jürgen Sievers, 1909–15 | D-3-74-124-43 Wikidata | weitere Bilder |
| Marienplatz, Marktplatz (Standort)                          | Kriegerdenkmal, Mariensäule                                       | Obeliskartige Säule mit Madonnenfigur und Inschriftkartusche, auf Postament, Werkstein, 1922 | D-3-74-124-11 Wikidata | BW             |
| Marktplatz (Standort)                                       | Bildstock                                                         | Säule mit gewundener Kannelur, darauf Reliefblock mit vier Darstellungen aus der Passion Christi, wohl 1496; vom Annaberg hierher versetzt | D-3-74-124-14 Wikidata | BW             |
| Marktplatz 1 (Standort)                                     | Rathaus                                                           | Dreigeschossiger Steildachbau, mit spätgotischen Fenstergewänden und Eckquaderungen, bezeichnet „1462“, Westfassade 1920 überarbeitet | D-3-74-124-15 Wikidata | weitere Bilder |
| Marktplatz 11 (Standort)                                    | Ehemaliges Handwerkerhaus                                         | Eingeschossiger Satteldachbau, im Kern spätmittelalterlich, nach Brand 1870 wieder aufgebaut | D-3-74-124-42 Wikidata | BW             |
| Marktplatz 20 (Standort)                                    | Katholische Pfarrkirche Mariä Himmelfahrt                         | Saalkirche mit Satteldach und eingezogenem, fünfseitig geschlossenem Chor, Flankenturm mit Spitzhelm, Chor und Turmuntergeschosse 14. Jahrhundert mit Strebepfeilern und Turmuntergeschoss 14. Jahrhundert, Langhaus neugotisch, nach Brand von 1830 wieder aufgebaut; mit Ausstattung | D-3-74-124-20 Wikidata | weitere Bilder |
| Martin-Posser-Straße 14, Martin-Posser-Straße 16 (Standort) | Ehemaliger Getreidespeicher, sogenanntes Kastenhaus, jetzt Museum | Dreigeschossiger Steildachbau mit abgefasten Fenstergewänden und Eckquaderungen, nach Nordwesten Torbau mit rundbogiger Durchfahrt, bezeichnet „1532“; mit Ausstattung Nach Nordosten anschließend Hofmauer mit Rundbogentor, wohl 16./17. Jahrhundert | D-3-74-124-21 Wikidata | BW             |
| Schulstraße 15; An den Wiedgärten 6 (Standort)              | Katholische Friedhofskirche St. Ursula                            | Saalkirche mit Steildach und stark eingezogenem Rechteckchor, mit Eingangsvorhalle nach Westen und Dachreiter, Ende 16. Jahrhundert, 1662 erweitert, Chor später; mit Ausstattung Friedhofsmauer nach Norden, wohl 19. Jahrhundert Friedhofskreuz, Gusseisen, um 1900 | D-3-74-124-25 Wikidata | BW             |

### Dorfgmünd
| Lage                      | Objekt      | Beschreibung | Akten-Nr.              | Bild |
| ------------------------- | ----------- | --- | ---------------------- | ---- |
| Haidenaabweg 4 (Standort) | Einfirsthof | Eingeschossiger Steildachbau mit Sandsteingewänden, Stallteil mit Rundbogeneingang, nach Süden erhöhter Stadel, bezeichnet „1829“ | D-3-74-124-33 Wikidata | BW   |

### Gößenreuth
| Lage                                     | Objekt                 | Beschreibung                                          | Akten-Nr.              | Bild |
| ---------------------------------------- | ---------------------- | ----------------------------------------------------- | ---------------------- | ---- |
| Am Hierweg; Staatsstraße 2168 (Standort) | Steinkreuz, Sühnekreuz | Mit Resten einer Reliefzeichnung, spätmittelalterlich | D-3-74-124-34 Wikidata | BW   |

### Grub
| Lage               | Objekt                    | Beschreibung | Akten-Nr.              | Bild                      |
| ------------------ | ------------------------- | --- | ---------------------- | ------------------------- |
| In Grub (Standort) | Bildstock                 | Vier Relieffelder mit Passionsszenen in nkorbbogigen Blendarkaden, Sandstein, spätgotisch, 15. Jahrhundert, auf erneuertem Schaft | D-3-74-124-37 Wikidata | BW                        |
| Grub 1 (Standort)  | Ehemaliges Hofmarkschloss | Zweigeschossiger Walmdachbau mit Ecklisenen und Rundbogenportal, bezeichnet „1714“, stark erneuert                                | D-3-74-124-36 Wikidata | Ehemaliges Hofmarkschloss |

### Hammergmünd
| Lage                                | Objekt             | Beschreibung | Akten-Nr.              | Bild               |
| ----------------------------------- | ------------------ | --- | ---------------------- | ------------------ |
| Hammerstraße 9, 13 (Standort)       | Ehemaliges Schloss | Zweigeschossiger Walmdachbau mit geohrten Tür- und Fensterrahmungen, bezeichnet „1762“, Außenwände spätes 16./frühes 17. Jahrhundert Ehemaliger Schweinestall, Bestandteil der ehemaligen Schlossökonomie, eingeschossiger langgestreckter Satteldachbau, zweite Hälfte 18. Jahrhundert | D-3-74-124-38 Wikidata | Ehemaliges Schloss |
| Hohlgasse (Standort)                | Wegkreuz           | Obeliskartige Granitstele mit kleinem Gusseisenkruzifix, wohl 2. Hälfte 19. Jahrhundert | D-3-74-124-62          | BW                 |
| Kohlweierweg; Wolfsacker (Standort) | Bildstock          | Sandsteinschaft, Laterne ursprünglich mit rechteckiger Bildnische, wohl 18./Anfang 19. Jahrhundert., später Ovalrelief eingesetzt | D-3-74-124-61          | BW                 |

### Hütten
| Lage                                      | Objekt                            | Beschreibung | Akten-Nr.              | Bild |
| ----------------------------------------- | --------------------------------- | --- | ---------------------- | ---- |
| Im Hainzen; Steinfelser Straße (Standort) | Bildstock                         | Sandsteinquader mit halbrundem Abschluss und halbrunder Bildnische, eiserner Kreuzaufsatz, Ende 19. Jahrhundert                                                                                            | D-3-74-124-41 Wikidata | BW   |
| Hauptstraße 29 (Standort)                 | Katholische Kirche St. Laurentius | Saalkirche mit Steildach und wenig eingezogenem, fünfseitig geschlossenem Chor, Westturm mit Pyramidendach, im Kern 1472; mit Ausstattung                                                                  | D-3-74-124-39 Wikidata | BW   |
| Steinfelser Straße 1 (Standort)           | Ehemaliges Hammerhaus             | Zweigeschossiger Walmdachbau mit Ecklisenen und profilierten Fenster- und Türgewänden, 16./17. Jahrhundert, erneuert Nach Nordwesten Nebengebäude, eingeschossiger Satteldachbau, wohl 17./18. Jahrhundert | D-3-74-124-40 Wikidata | BW   |
| Hauptstraße; Nähe Fasanenweg (Standort)   | Kapellenbildstock                 | Mit korbbogiger Bildnische, auf Postament, Werkstein, farbig gefasst, 18./19. Jahrhundert | D-3-74-124-63          | BW   |

## Ehemalige Baudenkmäler
In diesem Abschnitt sind Objekte aufgeführt, die früher einmal in der Denkmalliste eingetragen waren, jetzt aber nicht mehr. Objekte, die in anderem Zusammenhang – also z. B. als Teil eines Baudenkmals – weiter eingetragen sind, sollen hier nicht aufgeführt werden. Aktennummern in diesem Abschnitt sind ehemalige, jetzt nicht mehr gültige Aktennummern.

| Lage                                                       | Objekt                  | Beschreibung                                                                                                | Akten-Nr.              | Bild |
| ---------------------------------------------------------- | ----------------------- | --- | ---------------------- | ---- |
| Grafenwöhr Alte Pfarrgasse 2 (Standort)                    | Tafel                   | Tafel mit Jahreszahl 1545                                                                                   | D-3-74-124-2 Wikidata  | BW   |
| Grafenwöhr Am Annaberg (unterhalb der Wallfahrtskirche) () | Haus mit Schildmauer    | Bezeichnet mit „1812“                                                                                       | D-3-74-124-6 Wikidata  |      |
| Grafenwöhr Marienplatz 2 (Standort)                        | Bäckerzunfttafel        | Bezeichnet 1839                                                                                             | D-3-74-124-12 Wikidata | BW   |
| Grafenwöhr Marktplatz 13 (Standort)                        | Torflügel               | Holz, neugotisch, Ende 19. Jahrhundert                                                                      | D-3-74-124-16 Wikidata | BW   |
| Grafenwöhr Marktplatz 14 (Standort)                        | Bürgerhaus              | Im Kern 14. Jahrhundert                                                                                     | D-3-74-124-17 Wikidata | BW   |
| Grafenwöhr Marktplatz 16 (Standort)                        | Bürgerhaus              | Im Kern 14. Jahrhundert                                                                                     | D-3-74-124-18          | BW   |
| Grafenwöhr Marktplatz 17 (Standort)                        | Bürgerhaus              | Im Kern 14. Jahrhundert                                                                                     | D-3-74-124-19 Wikidata | BW   |
| Grafenwöhr Obere Torstraße 3 (Standort)                    | Relief mit Ochsen       | Bezeichnet 1807                                                                                             | D-3-74-124-23 Wikidata | BW   |
| Grafenwöhr Schulstraße 15 (Standort)                       | Mittelalterliche Anlage | Erweiterungen 16. Jahrhundert Zwei Grabplatten, eine bezeichnet „1616“ Friedhofskreuz in Gusseisen, um 1900 | D-3-74-124-26 Wikidata | BW   |
| Grafenwöhr Türlgasse 3 (Standort)                          | Bürgerhaus              | Im Kern 14. Jahrhundert, erneuert                                                                           | D-3-74-124-27 Wikidata | BW   |
| Grafenwöhr Türlgasse 4 (Standort)                          | Bürgerhaus              | Im Kern 14. Jahrhundert, erneuert                                                                           | D-3-74-124-28          | BW   |
| Grafenwöhr Wolf-Dietrich-Mayr-Straße 14 (Standort)         | Bürgerhaus              | Im Kern 14. Jahrhundert                                                                                     | D-3-74-124-29          | BW   |
| Grafenwöhr Wolf-Dietrich-Mayr-Straße 16 (Standort)         | Bürgerhaus              | Im Kern 14. Jahrhundert                                                                                     | D-3-74-124-30          | BW   |
| Bruckendorfgmünd Nahe der Creußenbrücke ()                 | Sandstein-Bildstock     | Bezeichnet „1899“, mit leerer Nische                                                                        | D-3-74-124-31 Wikidata |      |